# Gare d'El Esnam
La gare d'El Esnam est une gare ferroviaire algérienne située sur le territoire de la commune d'El Asnam, dans la wilaya de Bouira.

## Situation ferroviaire
La gare est située au nord de la ville d'El Asnam, sur la ligne d'Alger à Skikda où elle est précédée de la gare de Bouira et suivie de celle de Bechloul.

## Service des voyageurs

### Desserte
La gare d'El Esnam est desservie par les trains régionaux des liaisons :
- Alger - Sétif[1] ;
- Alger - Béjaïa[2].